# Tomás da Inglaterra
Tomás da Inglaterra (ou Tomás da Bretanha) foi um poeta anglo-normando do século XII. Sua única obra conhecida é o poema Tristan, uma das primeiras versões conhecidas da lenda de Tristão e Isolda.
O poema foi escrito entre 1155 e 1170, possivelmente para Leonor de Aquitânia, uma vez que a obra sugere uma relação com a corte de Henrique II Plantageneta. Apenas oito fragmentos da obra sobreviveram aos nossos dias, com um total de 3.300 versos, especialmente da parte final da história . Calcula-se que isso represente cerca de um sexto do poema original.
O Tristan de Tomás teve muita difusão e foi traduzido e adaptado a várias línguas. Graças a isso as partes faltantes do poema podem ser aproximadamente reconstruídas. Exemplos de obras adaptadas do poema de Tomás são:
- O Tristan de Gottfried von Strassburg em alto alemão médio. O grande poema de Gottfried (c. 1210) ficou incompleto, mas cobre justamente as partes perdidas da obra de Tomás. Sabe-se que Gottfried expandiu a história em um terço, permanecendo porém mais ou menos fiel ao argumento de Tomás.
- A Saga de Tristão e Isolda (Tristrams saga ok Ísöndar), escrita em prosa em 1226, é uma versão abreviada em língua nórdica antiga, realizada por irmão Roberto, escritor francês da corte norueguesa.

A obra de Tomás é contemporânea de outro grande poema sobre o tema de Tristão e Isolda, escrito por um misterioso escritor chamado Béroul e que também chegou de maneira fragmentária aos nossos dias. Comparada à obra de Béroul, o Tristan de Tomás é considerado mais próximo do refinamento do romance cortês.